# Ignacy Błeszyński (1742–1815)
Ignacy Błeszyński herbu Oksza (ur. 1742, zm. 1815) – poseł na Sejm Księstwa Warszawskiego, starosta brodnicki, organizator insurekcji kościuszkowskiej w województwie sieradzkim.

## Życiorys
Urodził się 30 maja 1742 w Złoczewie w rodzinie szlacheckiej Błeszyńskich herbu Oksza, był synem Kazimierza chorążego i sędziego grodzkiego sieradzkiego i Teresy ze Strusiów.
Uczył się w Collegium Nobilium w Warszawie. W 1764 podpisał elekcję Stanisława Augusta Poniatowskiego. Był członkiem zawiązanej w 1767 konfederacji radomskiej. W 1778 został mianowany starostą brodnickim. W 1780 nie przyjął nominacji na kasztelana sieradzkiego, wymawiając ubogą fortuną i brakiem zasługdla Rzeczypospolitej. W rzeczywistości jego majątek do skromnych nie należał, oprócz intratnego starostwa brodnickiego, posiadał majątek ziemski Złoczew z okazałą rezydencją. W skład dóbr złoczewskich wchodziło miasto i folwark Złoczew oraz wsie: Bujnów, Borzęckie, Czarna, Cegielnia, Grójec Mały, Huta Szklana, Huta Stara, Miklesz, Stanisławów, Złoczewska Wieś, Złoczewska Wola i Zapowiednik. W 1773 na mocy przywileju królewskiego wykupił z rąk Prądzyńskiej Grodzice i Łagiewniki.
Jego żoną była Petronela z Radolińskich. 

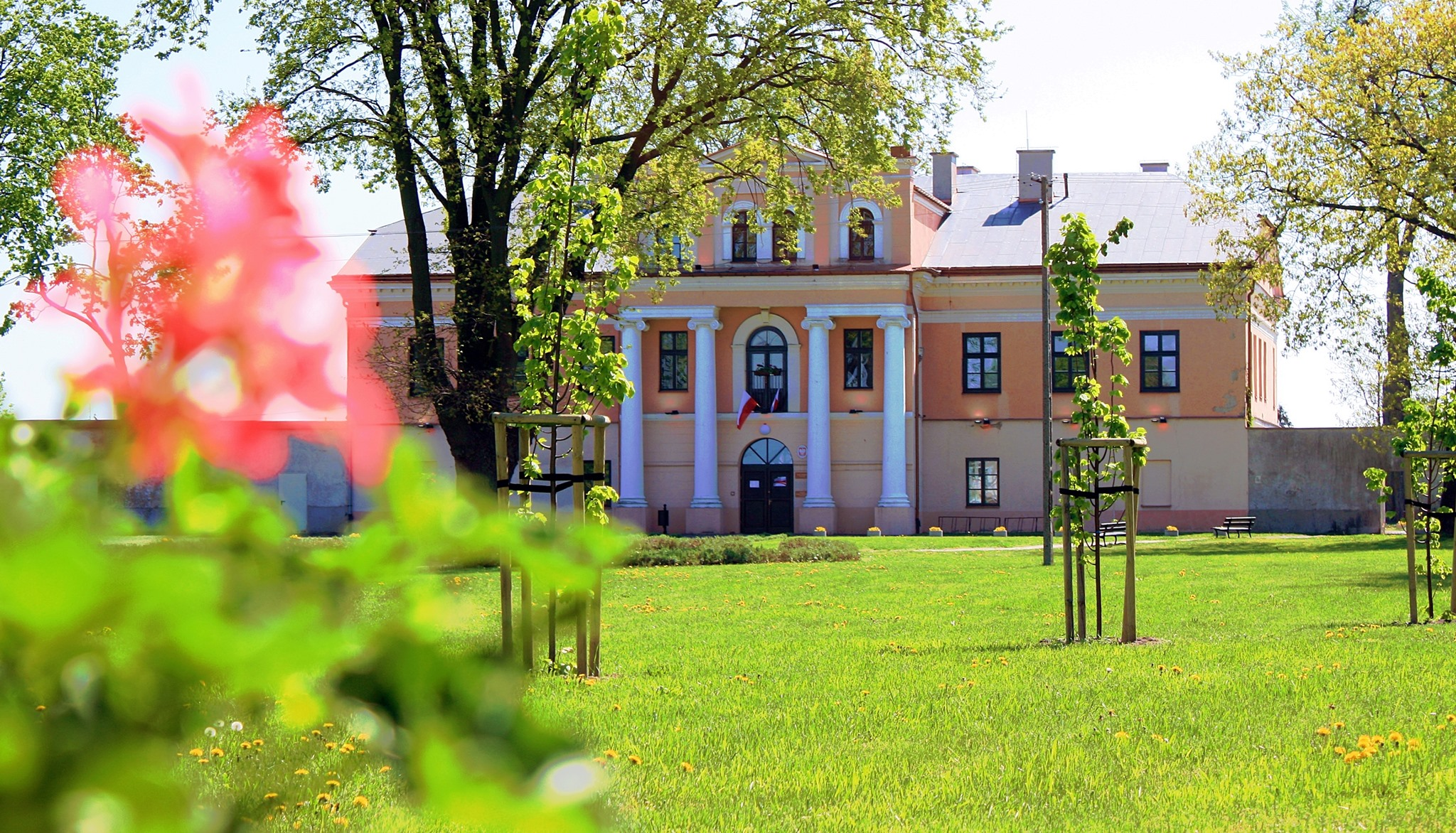
Pałac w Złoczewie, 2019

Został odznaczony Orderem Orła Białego i Orderem Świętego Stanisława.
23 sierpnia 1794 w czasie wiecu szlachty sieradzkiej, który zorganizował w Złoczewie, podpisano akt przystąpienia do insurekcji oraz złożono znaczne dary na rzecz powstania, Błeszyński przekazał na ten cel 20 000 złotych polskich. Powstańcy pod jego wodzą zdobyli obsadzony przez wojska pruskie Sieradz. Po upadku Rzeczypospolitej nie angażował się w życie polityczne.
W czasach napoleońskich, w latach 1809 i 1811 był posłem z powiatu sieradzkiego na Sejm Księstwa Warszawskiego. 